# Giorgi Gocholeisjvili
Giorgi Gocholeisjvili (georgisk: გიორგი გოჩოლეიშვილი; født 14. februar 2001) er en georgisk professionel fodboldspiller, der spiller som højre back for den den ukrainske Premier League-klub Sjakhtar Donetsk. Gocholeisjvili spiller tillige for Georgiens landshold.
Han har med Sjakhtar vundet den ukrainske Premier League to gange og med Saburtalo den georgiske pokalturnering.
Han har i 2024/25 sæsonen spillet for den danske superligaklub F.C. København på en lejeaftale.

## Klubkarriere

### Saburtalo
Giorgi Gocholeisjvili er født i Kutaisi og er et produkt af Saburtalo Tbilisi-akademiet. Han fik sin debut for klubben den 27. august 2020 i UEFA Europa Leagues første kvalifikationsrunde 2020-21 mod cypriotiske Apollon Limassol, som Saburtalo tabte sammelagt 1-5 til. Han fik sin ligadebut for klubben den 13. september 2020. I 2021 var Gocholeisjvili en fast del af start-11'eren og var i 2021 med til at vinde den georgiske pokalturnering.
Ved slutningen af 2022 blev Gocholeisjvili medtageet på "sæsonens hold" i Erovnuli Ligaen.
I alt spillede han 85 kampe, scorede 8 mål og assisterede 12 for Saburtalo Tbilisi.

### Sjakhtar Donetsk
I november 2022 underskrev han en femårig kontrakt med den ukrainske Premier League-storklub Sjakhtar Donetsk med virkning fra 1. januar 2023. Han fik sin debut for Sjakhtar Donetsk den 28. februar 2023. 
Gocholeisjvili scorede sit første mål for klubben i en 2-2 uafgjort mod FK Tjernomorets Odessa den 2. april 2023. I sin første hele UEFA Champions League- kamp mod FC Barcelona den 8. november leverede Gocholeisjvili en assist til kampens eneste mål og blev efterfølgende udtaget til rundens hold i Champions League.
Han har to gange vundet ligaen med Shakhtar.

## Landsholdskarriere

### Ungdom
Gocholeisjvili debuterede Georgias U/21 landshold i en 4-1 sejr over Hviderusland i marts 2021. Han imponerede i en 3-2 sejr mod England den 16. november 2021, da han scorede og leverede en assist. Herudover modtog han "Goal of the Year Award", givet af Georgiens Fodboldforbund i anerkendelse af det mest spektakulære mål scoret i sæsonen.

### Senior
Gocholeisjvili blev udtaget til Georgias fodboldlandshold for første gang i november 2022 af træner Willy Sagnol og debuterede den 17. november mod Marokko. Han deltog med Euro 2024, men kom ikke på banen.